# هدویگ کون
هدویگ کون (آلمانی: Hedwig Kohn؛ ۵ آوریل ۱۸۸۷ – ۲۶ مارس ۱۹۶۴) فیزیک‌دان سرشناس اهل آلمان بود.
او یکی از پیشگامان علم فیزیک و یکی از سه زنی بود که پیش از جنگ جهانی دوم در آلمان موفق به کسب درجهٔ شایستگی علمی در زمینهٔ آموزش در دانشگاه شد. پدر و مادر او هردو یهودی بودند و خودش به همراه دو فیزیک‌دان زن دیگر لیزه مایتنر و هرتا اسپونر مجبور به ترک کشورشان در دوران حکومت آلمان نازی شدند.
هدویگ از شاگردان اوتو لومر بود و در زمینهٔ تعیین کمی شدت نور آموزش دیده بود. وی دانش‌آموختهٔ رشتهٔ فیزیک در دانشگاه برسلاو بود و بعدها خودش استاد رشتهٔ فیزیک در دانشگاه کارولینای شمالی، کالج ولزلی و دانشگاه دوک شد.